# ویکی‌پدیای بلغاری
ویکی‌پدیای بلغاری (Уикипедия) نسخه بلغاری وبگاه ویکی‌پدیا است و در ۲۶ دسامبر ۲۰۰۷ به ۵۰٬۰۰۰ مقاله رسید.
تا تاریخ ۱۵ ژوئیه ۲۰۱۱ این دانشنامه با بیش از ۱۱۸٬۶۰۰ مقاله در رتبهٔ سی‌وپنجم ویکی‌پدیاها قرار داشت.